# Фокин, Тимофей Арсентьевич
Тимофей Арсентьевич Фокин (1905 — ?) — советский партийный деятель, первый секретарь Магнитогорского горкома ВКП(б) (1941—1945).
В 1920 г. ушел добровольцем в Красную Армию, служил в Твери в военно-авиационной части. В 1924—1928 гг. на комсомольской, профсоюзной и хозяйственной работе. В 1929—1931 гг. секретарь партийной организации фабрики имени Г. Леккерта (г. Торжок).
В 1931—1937 гг. студент Московского института стали и сплавов, инженер-металлург.
С 1937 г. на Челябинском заводе № 78 («Станкомаш»): мастер, начальник спецотдела, начальник монтажного отделения, в 1938 г. секретарь парткома, с 1939 г. парторг ЦК ВКП(б).
В 1940—1945 гг. второй секретарь Челябинского, первый секретарь Магнитогорского горкомов ВКП(б).
Председатель Башкирского областного совета профсоюзов (июль 1952 — апрель 1953). С 1954 г. председатель Липецкого областного совета профсоюзов.
Награждён орденами Трудового Красного Знамени, Красной Звезды (30.09.1943), медалями.